# Veronica Fredrixon
Veronica Anna Maria Fredrixon, även Fredriksson, gift Atterhäll, född 23 maj 1979 i Backa församling i Göteborg, är en svensk tidigare handbollsspelare (mittnia).

## Karriär
Enligt Göteborgsposten den 30 maj 1996 blev Veronika Fredriksson Årets Wartatjej och tidningen beskrev henne som "en bollbegåvning av sällan skådat slag". Hon spelade kvar i HP Warta åtminstone till våren 2001. Det exakta året för när hon började spela för Önnered är oklart men 2004/2005 spelade hon i EHF-cupen för Önnered.
Fredrixon spelade i Önnered till 2008, som var klubbens bästa år i damelitserien fram till dess, med en fjärdeplats och semifinal mot Sävehof för Önnered. Hon flyttade till Köpenhamn, där pojkvännen Tommy Atterhäll spelade för FC Köpenhamn. Hon fortsatte i Team Eslöv. men hon spelade bara några månader i Eslöv, för en fotskada avslutade karriären 2009.
Veronika spelade 1998 fem landskamper i U-19 landslaget och gjorde 4 mål. Hon har inte spelat i A-landslaget.